# Sant Pere de Cornellà
Sant Pere de Cornellà és una església barroca de Cornellà del Terri (Pla de l'Estany) inclosa a l'Inventari del Patrimoni Arquitectònic de Catalunya.

## Descripció
Edifici de planta rectangular i absis, de nau única amb sis capelles laterals a la planta baixa, tres per banda, i una galeria de tribunes al pis superior. El campanar és de base quadrada i en les plantes superiors adopta una forma octogonal, amb vuit finestres d'arc apuntat i una cornisa de remat i coberta en forma cònica. Els murs del campanar són fets amb carreus de pedra de Banyoles.
Pica baptismal tallada en un sol bloc de pedra de Banyoles. Té forma de copa sisavada per fora i esfèrica per dins. Al peu mostra un sòcol llis seguit de motllures clàssiques: tor, equí i àbac. A la tija cada cara és coberta per una fulla d'acant estilitzada. El sotacopa està decorat amb motius de pètals en baix relleu. El cos de la copa està format per cinc arquets incisos a cada cara que es recolzen en semicercles. L'acabat és llis i presenta la mateixa forma motllurada clàssica del peu.

## Història
Església parroquial dedicada a Sant Pere, existent almenys des del segle x. De l'edifici primitiu només es conserven alguns trams del mur que mira a orient, amb una petita porta dovellada tapiada. L'edifici actual fou construït durant el segle xviii. Inicialment la façana principal presentava una interessant portalada barroca, que fou profundament alterada l'any 1936 per a donar-li major amplada. L'aspecte que guarda actualment és totalment fora de context.
A la sagristia es conserva una creu processional i un encenser d'argent del segle xvi.